# وربیتسه (ناحیه برتسلاف)
وربیتسه (به چکی: Vrbice) یک منطقهٔ مسکونی در جمهوری چک است که در ناحیه برتسلاو واقع شده‌است. وربیتسه ۹٫۳۸ کیلومتر مربع مساحت و ۱٬۱۱۸ نفر جمعیت دارد و ۲۹۰ متر بالاتر از سطح دریا واقع شده‌است.